# Liste der Ostefähren
Die Liste der Ostefähren umfasst etwa 30 Fähren auf 74 Flusskilometern bis zur Elbe. Von den Fähren sind heute nur noch sehr wenige in Betrieb.

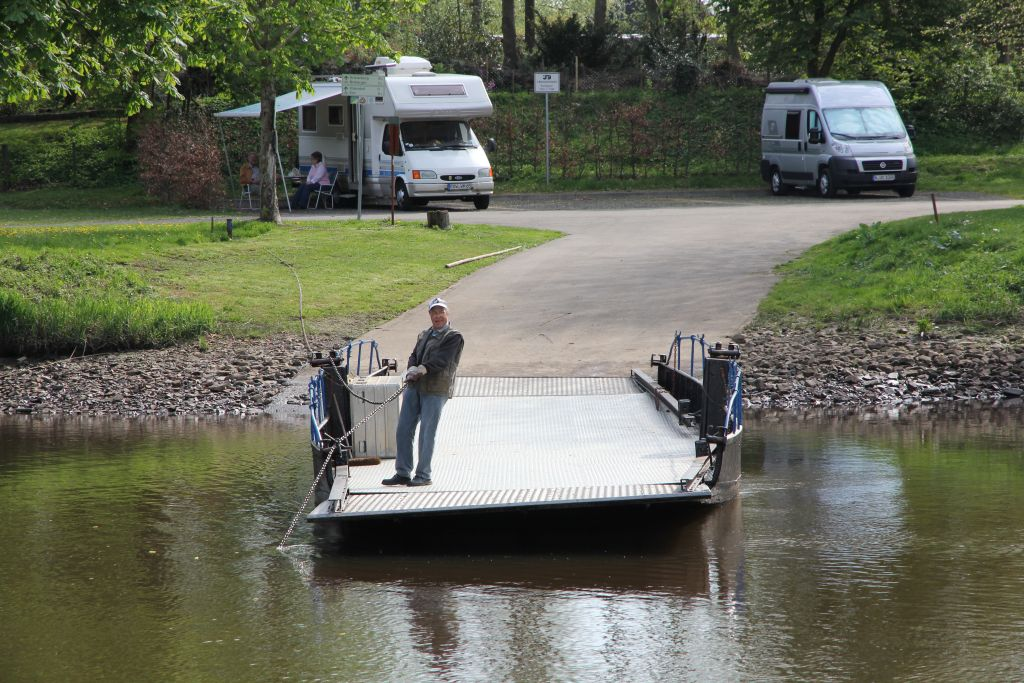
Prahmfähre Gräpel

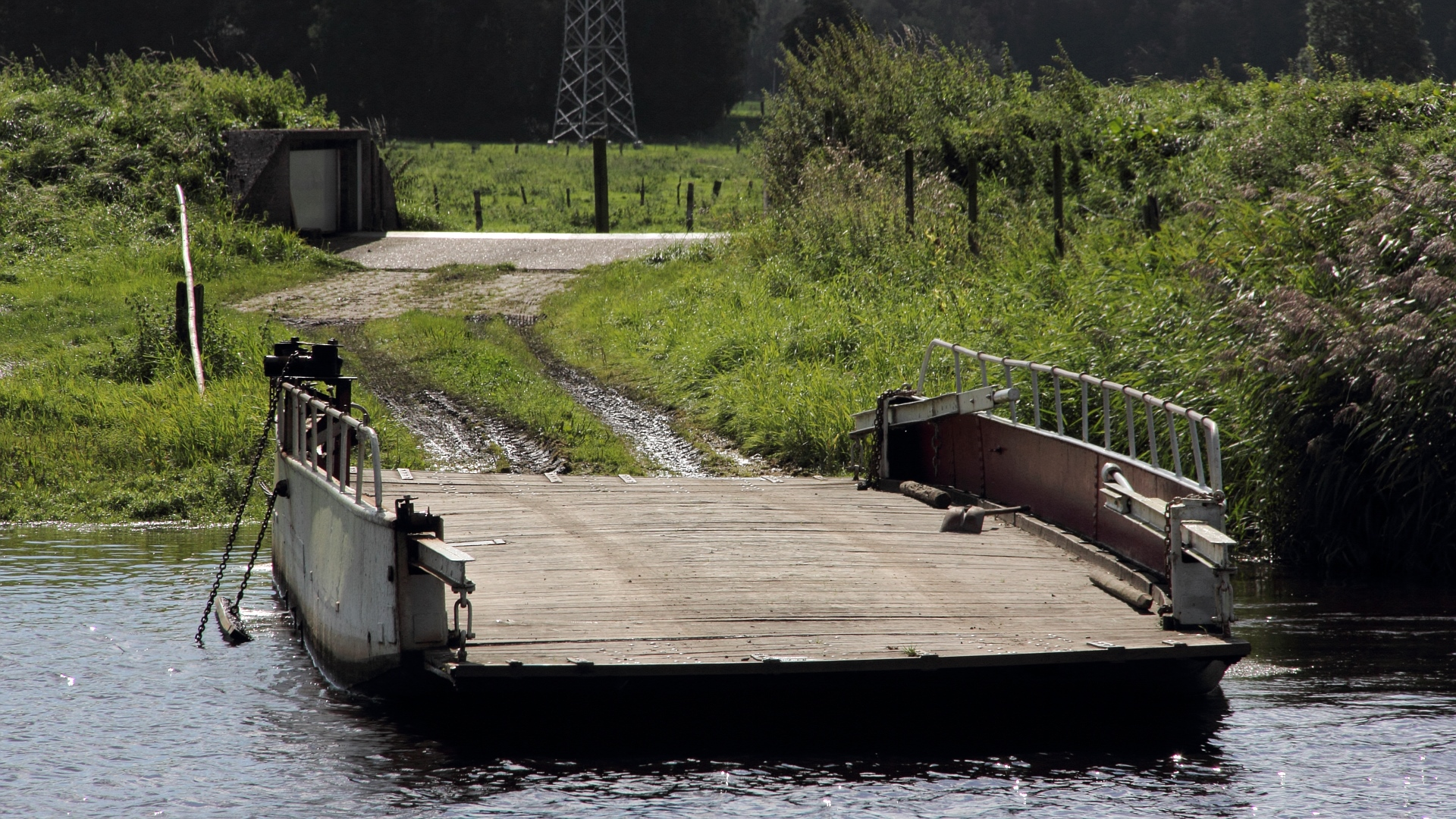
Private Prahmfähre Schönau

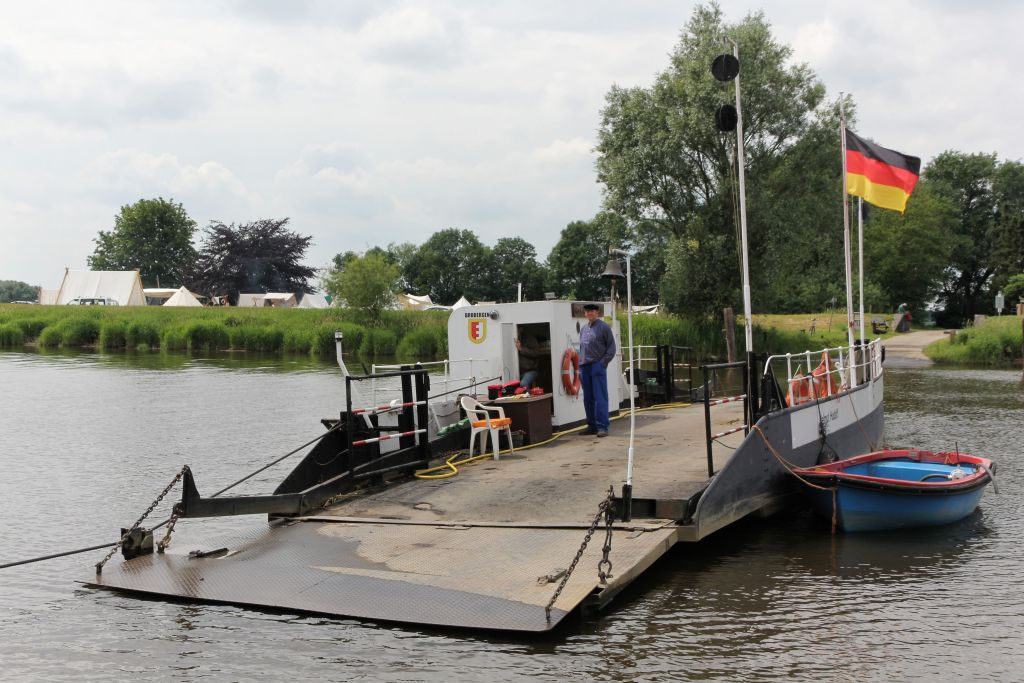
Prahmfähre Brobergen

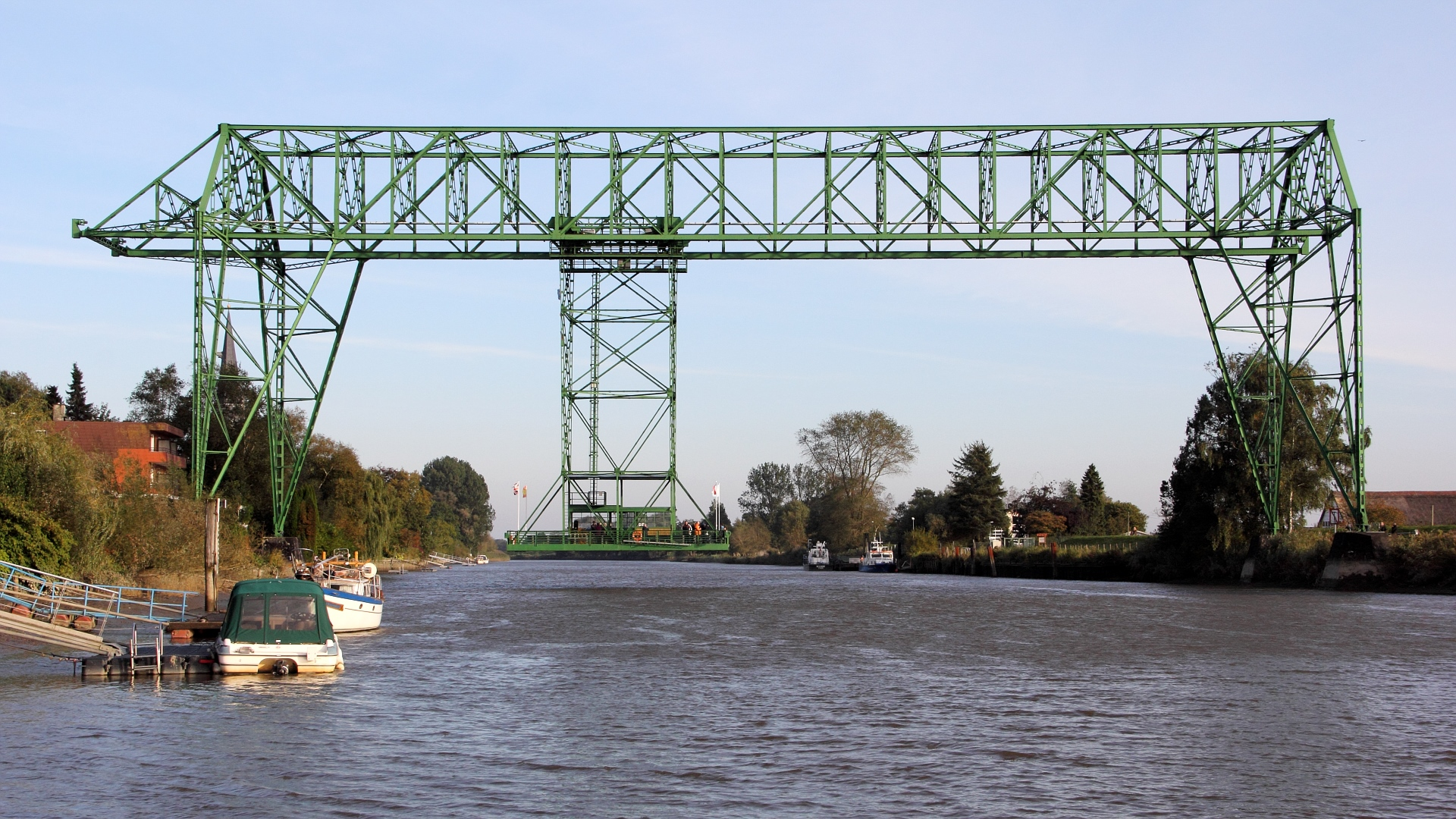
Schwebefähre Osten-Hemmoor

## Ostefähren
Vor rund 100 Jahren gab es auf der Oste von Bremervörde bis zur Mündung in die Elbe keine Brücke. Menschen, Tiere und Fahrzeuge nutzten Furten oder wurden mit Fähren übergesetzt. Der Betrieb einer Fähre wurde mit der Fährgerechtigkeit geregelt.

### Existierende Fähren
Die Deutsche Fährstraße, eine touristische Ferienstraße, wurde 2004 zwischen Kiel und Bremervörde eröffnet und verbindet u. a. auch die verbliebenen Ostefähren. Beginnend in Bremervörde haben Gräpel, Schönau und Brobergen noch Fähren in Betrieb. Außerdem verkehrt die Schwebefähre in Osten, die eine Touristenattraktion ist.
- Die Prahmfähre Gräpel (9), eine der seltenen handbetriebenen Seilfähren, verbindet Gräpel und Estorf mit dem westlichen Osteufer. Sie wird vorwiegend von Wanderern und Touristen benutzt. Eine Bildersammlung im Saal des Gasthofes „Zum Osteblick“, der auch die Fähre betreibt, zeigt den historischen Fährbetrieb in Gräpel an der Oste.
- Schönau (10): Der Hof Schönau in Gräpel pflegt die private Prahmfähre, denn die meisten Ländereien des Hofes liegen am anderen Osteufer.
- In Brobergen (11) wird die letzte motorbetriebene Prahmfähre, die Ostefähre Brobergen betrieben.
- Bei Osten (21) fährt die älteste deutsche Schwebefähre. Die Schwebefähre Osten-Hemmoor wurde 1909 fertiggestellt, verbindet Basbeck mit Osten und wurde 1974 durch eine Brücke ersetzt. Daraufhin wurde die Fähre für den öffentlichen Verkehr stillgelegt. 1975 wurde der Verein „Fördergesellschaft zur Erhaltung der Schwebefähre Osten“ gegründet und übernahm den Betrieb der Fähre für Zwecke des Fremdenverkehrs.

### Ehemaligen Ostefähren
- Elm: Es gab drei Elmer Ostefähren, die den hier circa 40 m breiten Fluss mit Handkahnfähren überquerten. Die letzte wurde 1964 eingestellt; viele Nutzer wichen auf die Niederochtenhausener Fähre aus.
- Niederochtenhausen (4): Bis 1935 fuhr eine große Prahmfähre, die später von einer Kahnfähre abgelöst wurde. Mitte der 1950er Jahre wurde ein Drahtseil gezogen und die Kahnfähre wurde als Seilfähre betrieben. 1966 wurde der Fährbetrieb eingestellt.
- Behrste (5): Besonders wenn Tanz war, wurde die Personenfähre von vielen jungen Leuten benutzt.
- Hude (6): Eine Kahnfährstelle, gelegen an einer kleinen Schänke, wurde ab 1902 betrieben. Heute gibt es Fähre und Schänke nicht mehr.
- Ostendorf (7): Die Fähre hatte ihren Liegeplatz an der Sandammer Schiffsstelle. Die Fährfrau wurde mit einer Glocke gerufen.
- Gräpel (8, 9): Die Kahnfähre verband Gräpel mit Ostendorf. Sie lag direkt am Bauernhaus mit einem kleinen Schankraum. Bei der Deicherneuerung wurde das Bauernhaus abgerissen und auch die Fähre verschwand. Außerdem gab es eine Prahmfähre, die an der Stelle der alten Furt betrieben wurde.
- Laumühlen (12): Eine Prahmfähre gab es bereits im 15. Jahrhundert, und auch im 19. Jahrhundert war hier noch eine Kahnfähre verzeichnet.
- Kranenburg (13): Die Prahmfähre ermöglichte bis 1926 den Kirchgang der Kranenburger mit Pferd und Wagen. Dann gehörte Kranenburg zum Kirchspiel Oldendorf und es reichte eine Kahnfähre.
- Blumenthal (14): Die Kahnfähre gehörte zum Gut Hutloh von Hubertus Freiherr Marschalck von Bachtenbrook und war 1902 noch auf einer Landkarte eingezeichnet.
- Hechthausen (15): Die Prahmfähre Hechthausen wurde vermutlich Mitte des 17. Jahrhunderts zum Ersatz der zerstörten Kranenburger Zugbrücke eingerichtet. Sie wurde nach dem Brückenbau 1935 stillgelegt.
- Kleinwörden (16): Der Mühlenhof an der Oste und die Fähre gehörten zusammen und bis 1910 wurde das Vieh mit der Prahmfähre übergesetzt. Später wurde der Mühlenkahn zur Kahnfähre. Um 1945 betrug die Jahrespacht 5 Reichsmark. 1958 wurde die Fähre stillgelegt.
- Großenwörden (17, 18): Um die zwei Kahnfähren Großenwörden gab es 1820 viel Streit und Ärger, da sie sich gegenseitig viel Konkurrenz machten. Die zwei Kahnfähren sind noch 1890 dokumentiert.
- Sethlerhemm (19): Die Fähren verbanden Basbeck und Großenwörden, zuerst ab 1700 als Kahnfähre und später bis 1957 als Seilfähre mit Motorantrieb.
- Altendorf (20): Bis 1915 gab es eine Kahnfähre zwischen Altendorf und Sehlerhemm. Die Schwebefähre in Osten ist ganz in der Nähe.
- Schwarzenhütten (22): Die Kahnfähre war besonders beliebt bei den Arbeitern des Zementwerkes, das auch Eigner der Fähre war.
- Hemm (23): Die Handkahnfähre Hemm verband Hemm und Achthöfener Deich.
- Faule Fähre (24): „De fule Fähr“ wurde die Kahnfähre zwischen Niederstrich und Ahrensflucht genannt, die in den 1930er Jahren 5 Reichspfennig pro Fahrrad kostete. Ende der 1950er Jahre wurde sie eingestellt.
- Oberndorf (25): Die Oberndorfer Prahmfähre verkehrte bis 1977 und wurde dann durch eine Brücke ersetzt.
- Bentwisch (26): Die Kahnfähre querte die Oste bei der Mühle Bentwisch und war bis in die 1950er Jahre in Betrieb.
- Portshemm (27): Diese Fährstelle gehörte der Familie Katte, die hier zwei Güter besaß. Sie wurde bereits vor über 100 Jahren eingestellt.
- Geversdorf (28): Die Ostefähre Geversdorf war eine Prahmfähre, die Geversdorf mit Itzwörden verband und 1988 durch eine Klappbrücke ersetzt wurde.
- Dingwörden (29): Amandus Ahlf war der letzte Fährmann der Prahmfähre, die seit 1706 betrieben wurde. Mit dem Bau des Ostesperrwerks 1968 wurde der Fährbetrieb eingestellt.
- Neuhäuser Deich (30): Die Kahnfähre wurde von 1875 bis 1950 betrieben.